# Ішлеї (село)
Ішле́ї (рос. Ишлеи, чув. Ишлей) — село у складі Чебоксарського району Чувашії, Росія. Адміністративний центр Ішлейського сільського поселення.
Населення — 3092 особи (2010; 3190 у 2002).
Національний склад:
- чуваші — 87 %

Стара назва — Ішлей.